# Col de Tirourda
Le col de Tirourda est un col de montagne situé dans le Nord de l'Algérie, à une altitude de 1 750 mètres.

## Situation
Il est situé à cheval entre les wilayas de Tizi Ouzou et de Bouira.